# Robert Griess
Robert Louis Griess junior (Savannah, Geórgia, 10 de outubro de 1945) é um matemático estadunidense. Trabalha com a teoria de grupos finitos, sendo um dos descobridores (com Bernd Fischer) do grupo monstro.

Em 2010 recebeu o Prêmio Leroy P. Steele. É fellow da American Mathematical Society.

## Obras
- The friendly giant. Inventiones Mathematicae, Volume 69, 1982, p. 1-102, Online[ligação inativa].
- Twelve sporadic groups. Springer 1998.
- The construction of {\displaystyle F_{1}} as automorphisms of a 196.883 dimensional algebra, Proceedings National Academy of Sciences, Volume 78, 1981, p. 686-691, Online, pdf Datei